# آنهوی کونچ
آنهوی کونچ (به چینی: 安徽海螺水泥股份) شرکت سیمان چینی است، که در زمینه تولید، بازاریابی و فروش سیمان و کلینکر فعالیت می‌کند. شرکت آنهوی کونچ در سال ۱۹۹۷ تأسیس شد و در حال حاضر بزرگترین تولیدکننده سیمان در جهان می‌باشد.
دفتر مرکزی این شرکت در شهر آن‌هوئی، چین قرار دارد و بخشی از سهام آن در بازارهای بورس اوراق بهادار هنگ کنگ و بورس شانگهای معامله می‌شود.